# Heterochelus burmeisteri
Heterochelus burmeisteri är en skalbaggsart som beskrevs av Von Dalle Torre 1912. Heterochelus burmeisteri ingår i släktet Heterochelus och familjen Melolonthidae. Inga underarter finns listade i Catalogue of Life.